# Cornelis Haga

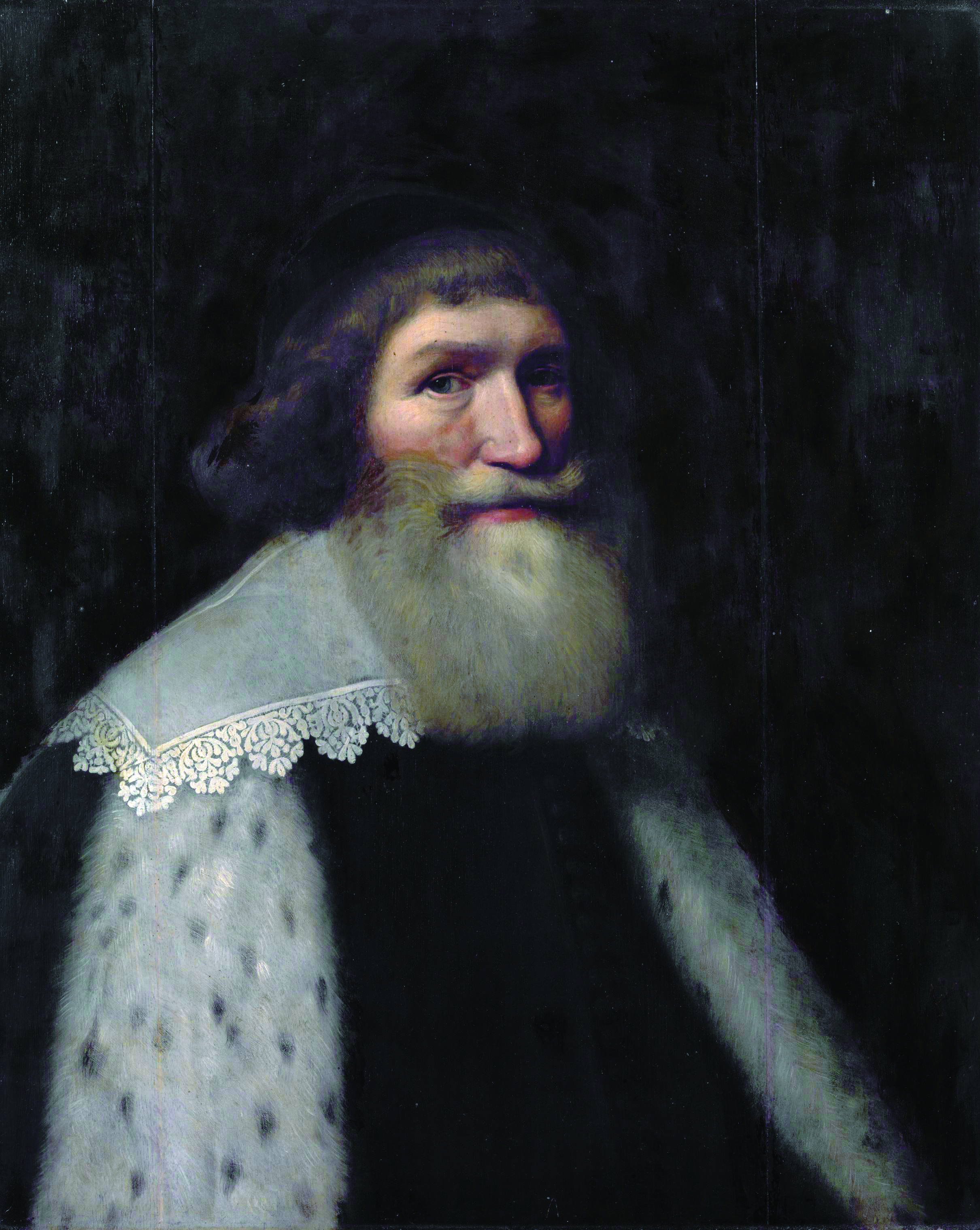
Cornelis Haga (1645)

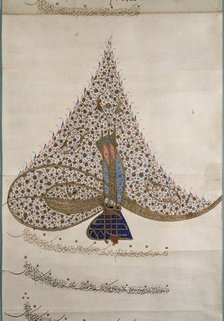
Tughra (gekalligrafeerde initiaal) van sultan Ahmed I onder de capitulatie met de Republiek

Cornelis Haga (Schiedam, 28 januari 1578 – Den Haag, 12 augustus 1654) was de eerste ambassadeur van de Republiek der Verenigde Nederlanden in het Ottomaanse Rijk.
Cornelis Haga werd geboren in Schiedam. Zijn vader was Dirk Lambrechtszoon, koopman en lid van de vroedschap in Schiedam, organist van de Grote Kerk. Haga bezocht de Latijnse school in Schiedam en voltooide aan de Universiteit van Leiden zijn studie in de rechten. Hij ging in de diplomatieke dienst en werd gezant in Stockholm, daarna werd hij de eerste diplomatiek vertegenwoordiger van de republiek in Constantinopel (1612-1639). Hij legde de grondslag voor de diplomatieke betrekkingen en er werden door hem tal van consulaire posten in de belangrijkste havens en handelscentra binnen het Ottomaanse Rijk opgericht: Patras, Thessaloniki, Athene, Gallipoli, Izmir, Aleppo, Sidon, Caïro, Tunis en Algiers. Haga nam ook het initiatief tot de oprichting van de Directie van de Levantse handel en de Navigatie op de Middellandse Zee, een college dat in de periode 1625-1826 voorschriften uitvaardigde voor de handel van de Nederlandse koopvaardij in het oostelijk deel van de Middellandse Zee en daarop ook toezicht hield.
Haga, gehuwd met Alithea Brasser, verkreeg in 1612 een capitulatie van de Ottomaanse sultan, Ahmed I. Hiermee werd het de Nederlanders toegestaan om onder eigen jurisdictie handel te drijven in het Ottomaanse Rijk. Ook kregen ze toen verdere voorrechten, zoals vrijstelling van bepaalde belastingen en beperkt zelfbestuur. Haga en de Republiek genoten groot aanzien in de Levant, hetgeen blijkt uit het besluit van de Grieks-orthodoxe patriarch van Jeruzalem om zich onder de bescherming te stellen van het gezantschap.
Haga keerde in 1639 naar Nederland terug. In 1645 werd hij president van de Hoge Raad van Holland, Zeeland en West-Friesland, een functie die hij vervulde tot zijn dood in 1654.

## Nagedachtenis
Cornelis Haga en zijn vrouw Alithea Brasser werden in de Grote Kerk van Schiedam begraven. In het jaar na zijn dood lieten de erfgenamen in deze kerk een epitaaf (gedenkplaat) aanbrengen voor de Schiedammer die tot ver buiten de landsgrenzen bekendheid genoot. Er staat onder meer op te lezen: 'Foris ac domi et de patria bene meritus fuit.' (Hij heeft zich zowel in buitenland als in het binnenland voor het vaderland verdienstelijk gemaakt.)
In 2017 werd in Amsterdam het Cornelius Haga Lyceum gevestigd, een islamitische school voor mavo, havo en vwo.  